# Morra (famiglia)
La famiglia Morra (talvolta preceduta dalla preposizione di) è stata una famiglia nobile italiana.

## Storia

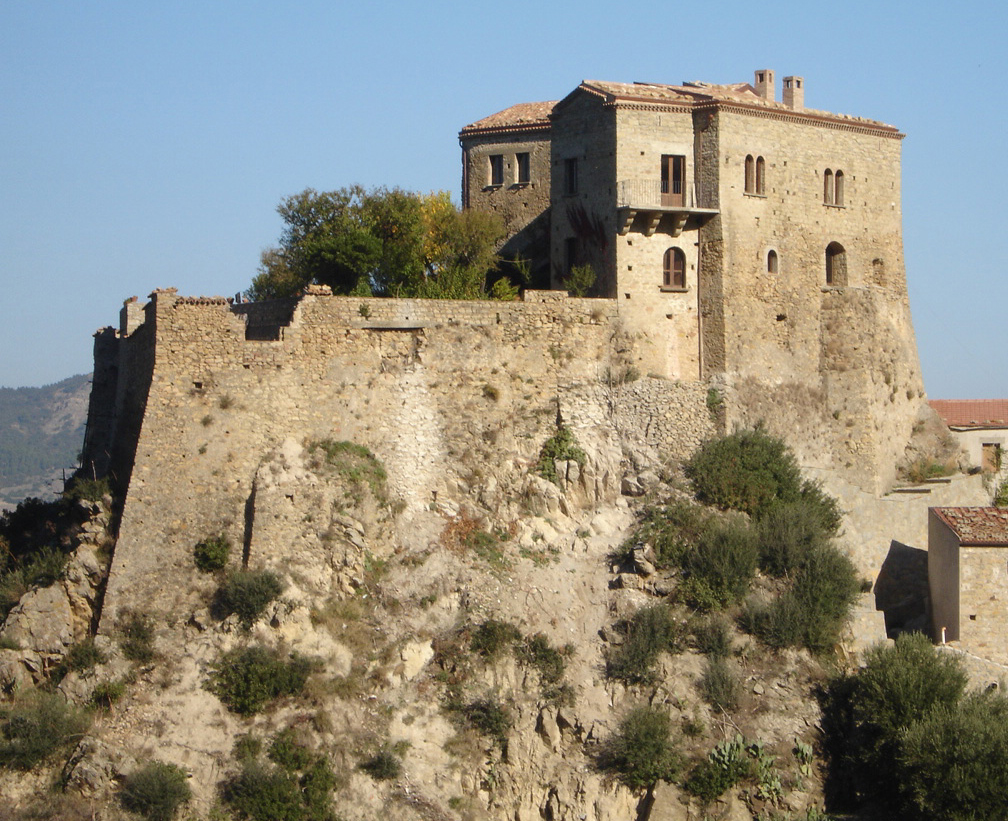
Il castello di Isabella di Morra a Valsinni

La tradizione storiografica la ritiene una famiglia militaristica di discendenza Gota, originaria dell'Irpinia. Nel XII secolo Giacomo I e il fratello Giovanni furono i capostipiti delle famiglie Morra e Sanseverinopossedettero feudi sin dai tempi del re del Regno di Sicilia Ruggero II. Nel 1187 Alberto Morra divenne papa con il nome di Gregorio VIII. Anche altri membri della famiglia ricoprirono cariche ecclesiastiche: Dioniso e Pietro furono cardinali, Lucio fu cappellano del re Filippo III di Spagna, arcivescovo di Otranto e nunzio apostolico nelle Fiandre per volere di papa Paolo V e Giovanni Battista fu vescovo della diocesi di Isola nel 1645. Giovanni ed Enrico ricoprirono cariche amministrative al servizio dell'imperatore Federico II di Svevia, per poi essere tra i promotori della congiura di Capaccio contro lo stesso imperatore, mentre nel XVI secolo, Scipione Morra, fratello forse gemello della poetessa Isabella, fu segretario della regina di Francia Caterina de' Medici.
Negli inizi del 1200 i Morra erano potenti signori dell'omonimo feudo a Morra De Sanctis. In questo periodo Morra è uno dei castelli fortificati che fanno capo al Gastaldato di Conza. All’inizio del ‘200 il feudo dei Morra comprendeva, oltre a terre nel Cilento e sul Vulture, anche Teora, Caposele, Calabritto, Sant’Angelo dei Lombardi, Lioni, giungendo fino a Vallata e a Frigento, dove ancora oggi resistono i ruderi di una rocca detta “il Pesco di Morra”. La famiglia Morra veniva coinvolta nella fallita congiura di Capaccio (1245-1246) contro l’Imperatore Federico II, che, punì severamente i membri della famiglia e ne revocò molti possedimenti.
Isabella di Morra, nata a Favale (la contemporanea Valsinni) nel 1520, figlia di Giovanni Michele, barone di Favale, e Luisa Brancaccio, fu una figura di spicco tra le poetesse petrarchiste del Rinascimento. Nel 1546, all'età di 26 anni, fu barbaramente uccisa dai suoi fratelli a causa di una presunta relazione clandestina con il barone spagnolo Diego Sandoval de Castro. Valsinni le ha dedicato un parco letterario che ricorda la sua poesia, strettamente legata ai luoghi di sua ispirazione.
Un ramo dei Morra fu portato in Sicilia nel XVII secolo da Girolamo, 1º principe di Buccheri, figlio di Jacopo ed Ippolita Galeota.
La famiglia possedette un totale di 3 principati, 7 ducati, 2 marchesati e 29 feudi e fu ascritta ai Sedili di Napoli.